# Céline Croze
Céline Croze est une photographe et artiste visuelle franco-marocaine, née en 1982 à Casablanca.
Elle remporte le prix Nadar Gens d'images en 2022 pour son ouvrage « Siempre que… ».

## Biographie
Céline Croze est née à Casablanca en 1982. Elle poursuit ses études en France où elle obtient un master en art du spectacle, et se spécialise dans l'image cinématographique à l'École supérieure d'études cinématographiques ainsi qu’à l'Escuela Internacional de Cine y Televisión de Cuba.
Elle voyage régulièrement en Amérique latine et commence sa carrière en tant que première assistante-opératrice sur des films de longs métrages tels que « Ixcanul » de Jayro Bustamante (Ours d’argent Berlinale 2015) ou « Las herederas » de Marcello Martinessi (Ours d’argent Berlinale 2018). En 2015, lors de son premier tournage au Guatemala, elle prend réellement conscience de son attrait pour la photo.
Grâce à un stage avec Antoine d'Agata, elle imagine une nouvelle vision de l’acte photographique et commence à documenter sa vie en Amérique latine.
En 2022, elle reçoit le prix Nadar Gens d'images pour son livre Siempre que… aux Éditions lamaindonne,.
Céline Croze vit à Paris. Elle est représentée par la Galerie Sit Down.

## Publication
- Siempre que, Marcillac-Vallon, Éditions lamaindonne, 2022, 96 p. (ISBN 978-2-492920-03-5) prix Nadar Gens d'images en 2022

## Expositions
Liste non exhaustive
- 2019 : « Nouvelles écritures », exposition collective, Fondation de la Photographie de Tanger[5]
- 2022 : « Silence Insolent », festival Planche(s) Contact, Deauville[6]
- 2022 : « Siempre que estemos vicos nos veremos », Festival du Regard, Cergy Pontoise, du 14 octobre au 27 novembre[7]
- 2022 : « Siempre que estemos vicos nos veremos », Galerie Sit Down, Paris

## Prix et récompenses
Liste non exhaustive
- 2020 : Prix Mentor de la Société civile des auteurs multimédia pour son projet de conte au Vénézuela « Mala Madre »[8]
- 2020 : Prix révélation du festival MAP, Toulouse[1]
- 2020 : Prix révélation du festival Face à la Mer, Tanger[1]
- 2022 : Prix du public de la section Tremplin jeunes talents du festival Planche(s) Contact, Deauville « « pour sa série « Silence insolent » présentée dans l’exposition aux Franciscaines » »[9]
- 2022 : Prix Nadar Gens d'images pour son livre Siempre que… aux Éditions lamaindonne[3],[4].